# Понча
По́нча, Пончела, в верхнем течении Понселийоки — река в России, протекает по территории Лоухского района Карелии. Впадает в Кумское водохранилище, до его заполнения впадала на 221 км по левому берегу Ковды. Длина реки в тот момент составляла 72 км, площадь водосборного бассейна оценивалась в 1240 км².

## Притоки
Основные притоки:
- В 14 км от устья, по правому берегу впадает Корпийоки.
- В 35 км от устья, по правому берегу впадает Ромас.
- В 52 км от устья, по правому берегу впадает Кяткейоки.
- В 61 км от устья, по левому берегу впадает Поррасйоки.

## Данные водного реестра
По данным государственного водного реестра России относится к Баренцево-Беломорскому бассейновому округу, водохозяйственный участок реки — Ковда от истока до Кумского гидроузла, включая озёра Пяозеро, Топозеро. Речной бассейн реки — бассейны рек Кольского полуострова и Карелии, впадает в Белое море.
Код объекта в государственном водном реестре — 02020000412102000000369.